# Presteigne

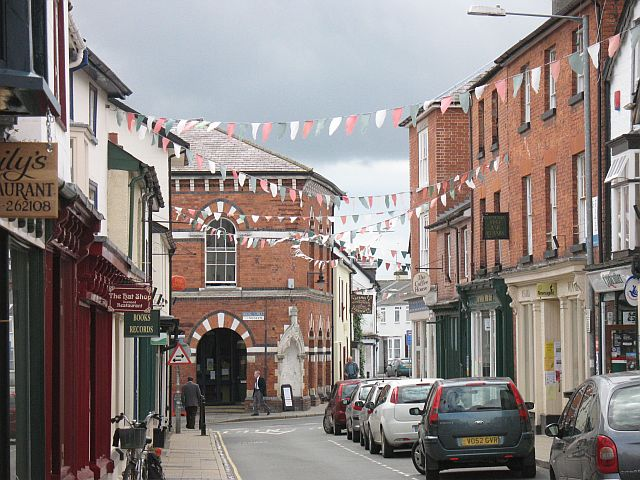
Calle principal de Presteigne.

Presteigne (galés: Llanandras) es una villa y comunidad en el este del condado galés de Powys. Su población según el censo de 2001 es 2.463. Debido a su cercanía a Inglaterra es conocida como la Puerta de Gales.
Presteigne era la sede justicial del condado histórico de Radnorshire, debido a la talla pequeña la capital, New Radnor.  Por la villa pasa el río Lugg, la frontera entre Gales y el condado inglés de Herefordshire. El nombre de la villa significa «Terraza» en el idioma galés. Su nombre galés, Llanandras, significa «Iglesia de San Andrés».
En 1875 se abrió la vía férrea que pasa por la villa, y el servicio de pasajeron duró hasta 1951, y el de mercancías hasta 1961.

## Cultura
La villa es un importante centro cultural que alberga diferentes actividades, como el Sheep Music Festival (Fiesta de Música de Oveja) dedicado a la música contemporánea o el Presteigne Festival of Music and the Arts (Fiesta de Presteigne de Música y los Artes).